# El Tatio

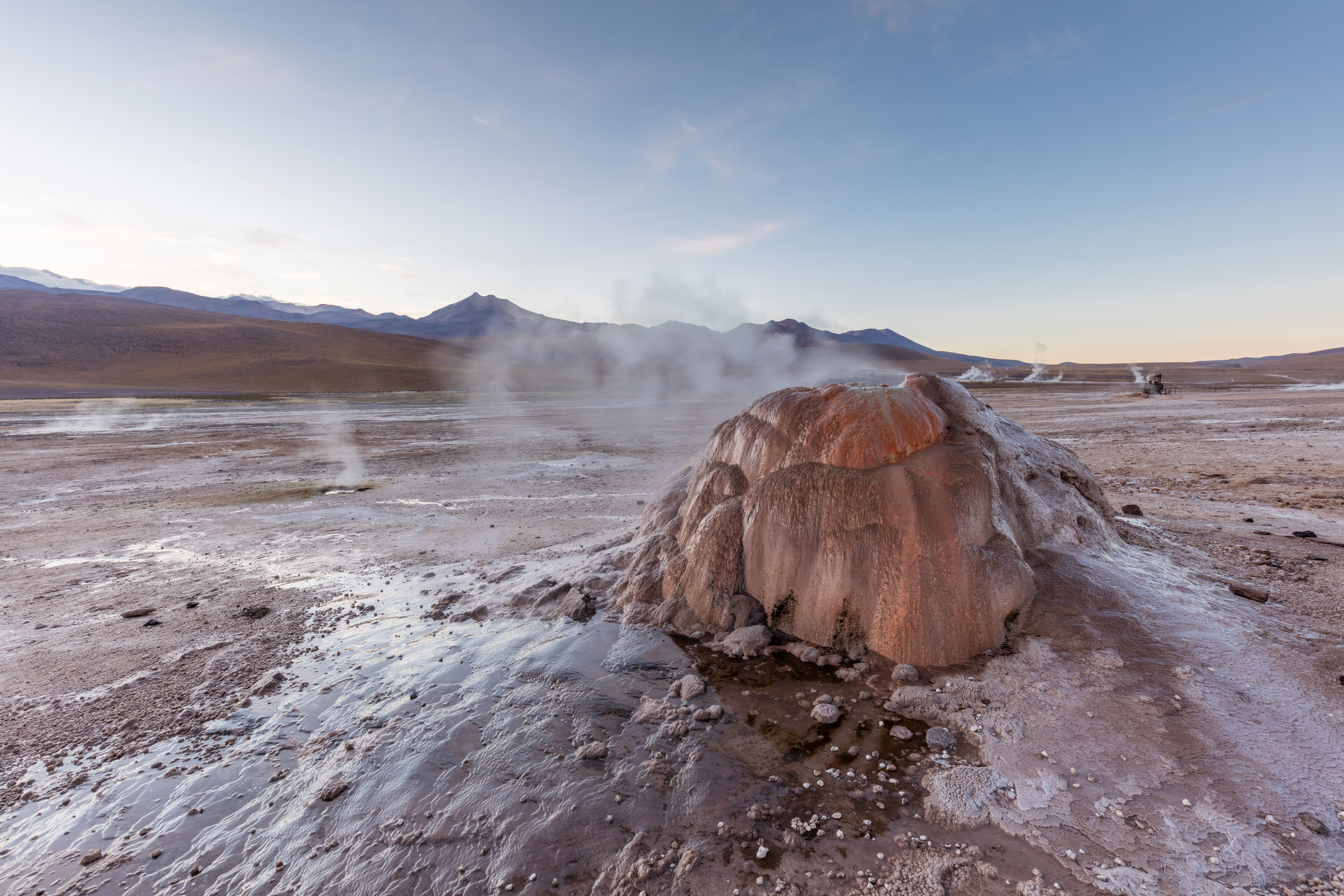
Nahaufnahme eines Geysirs

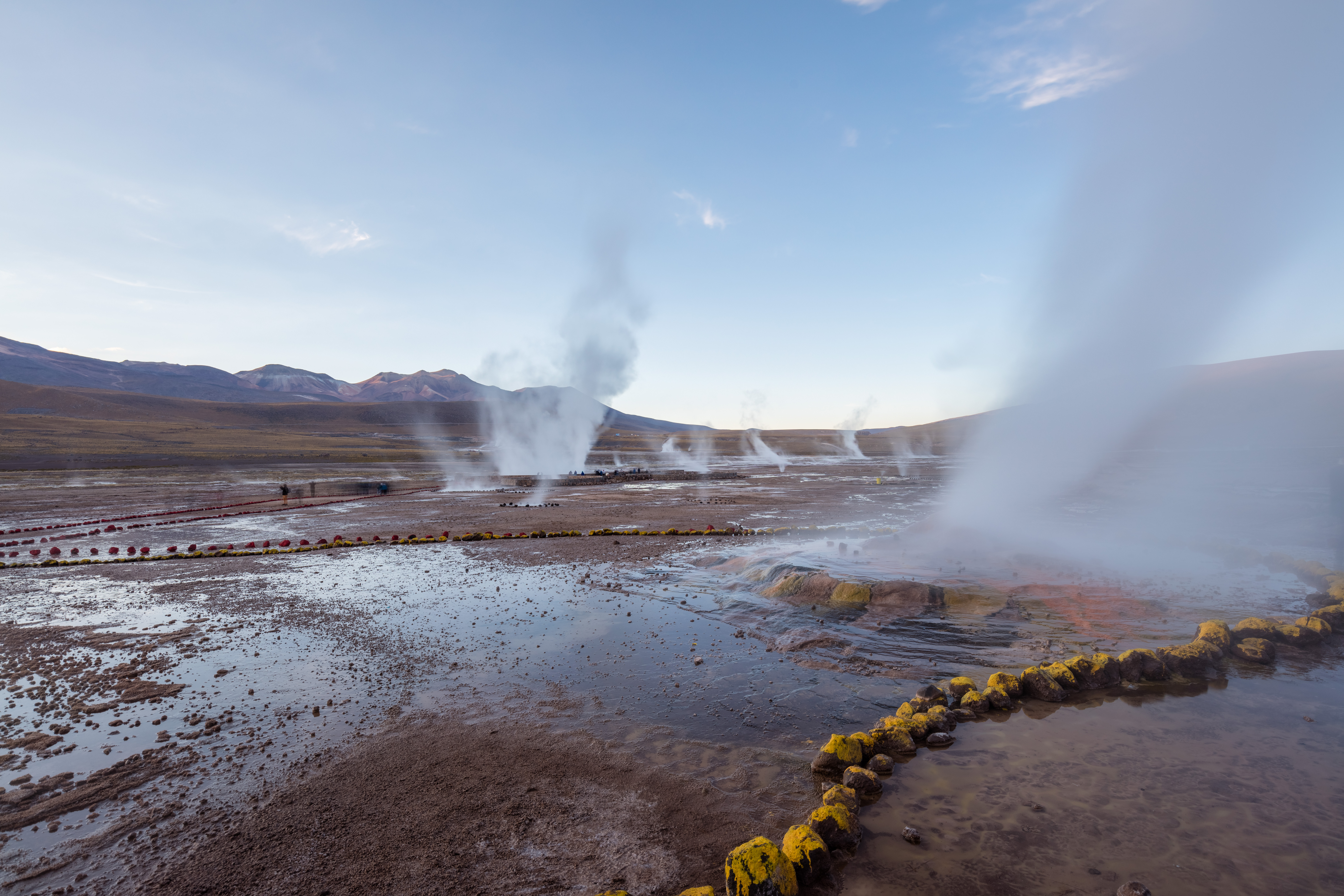
Geysire des El Tatio

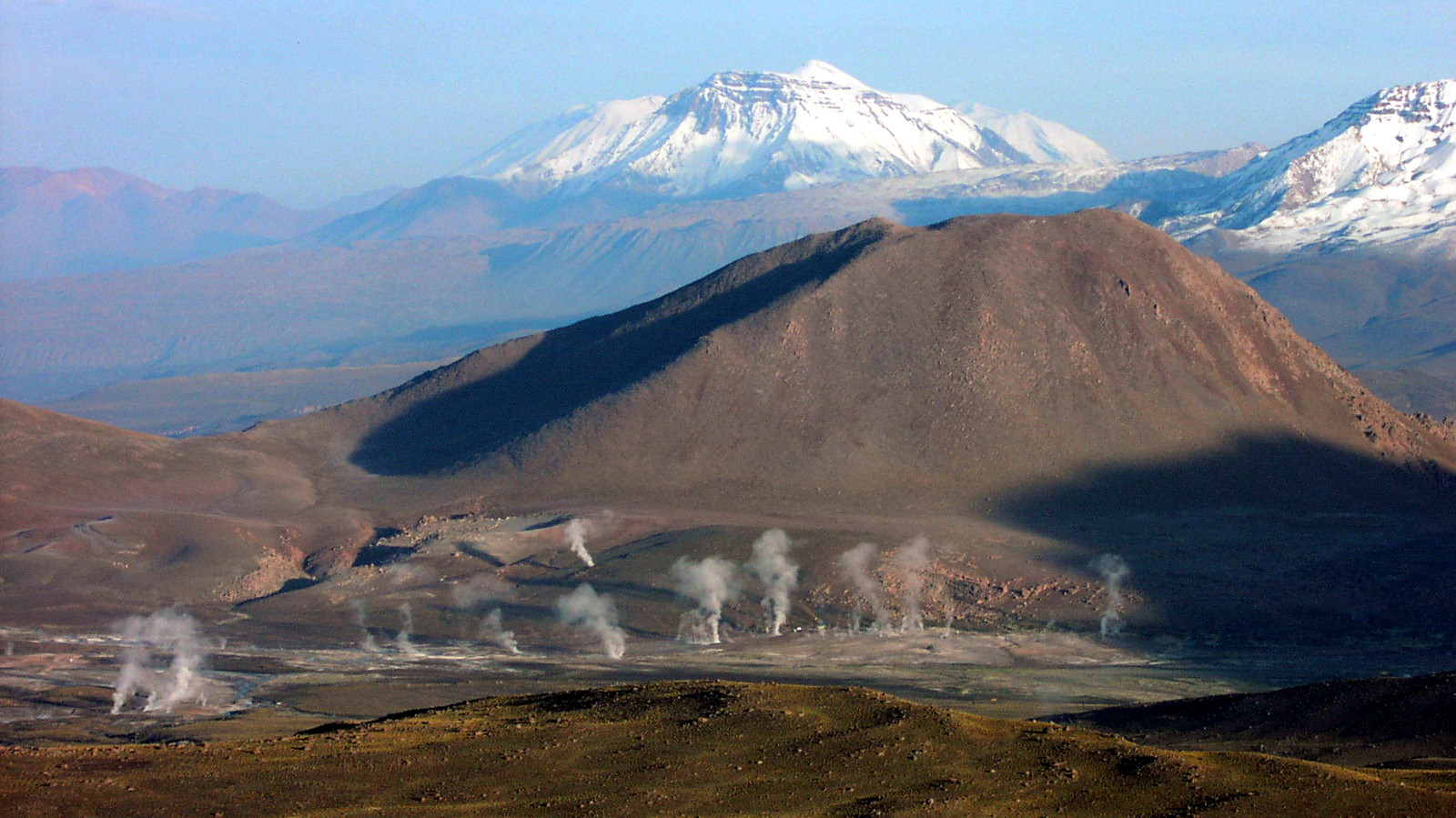
Geysirfeld El Tatio morgens beim Aufstieg zum Cerro Soquete

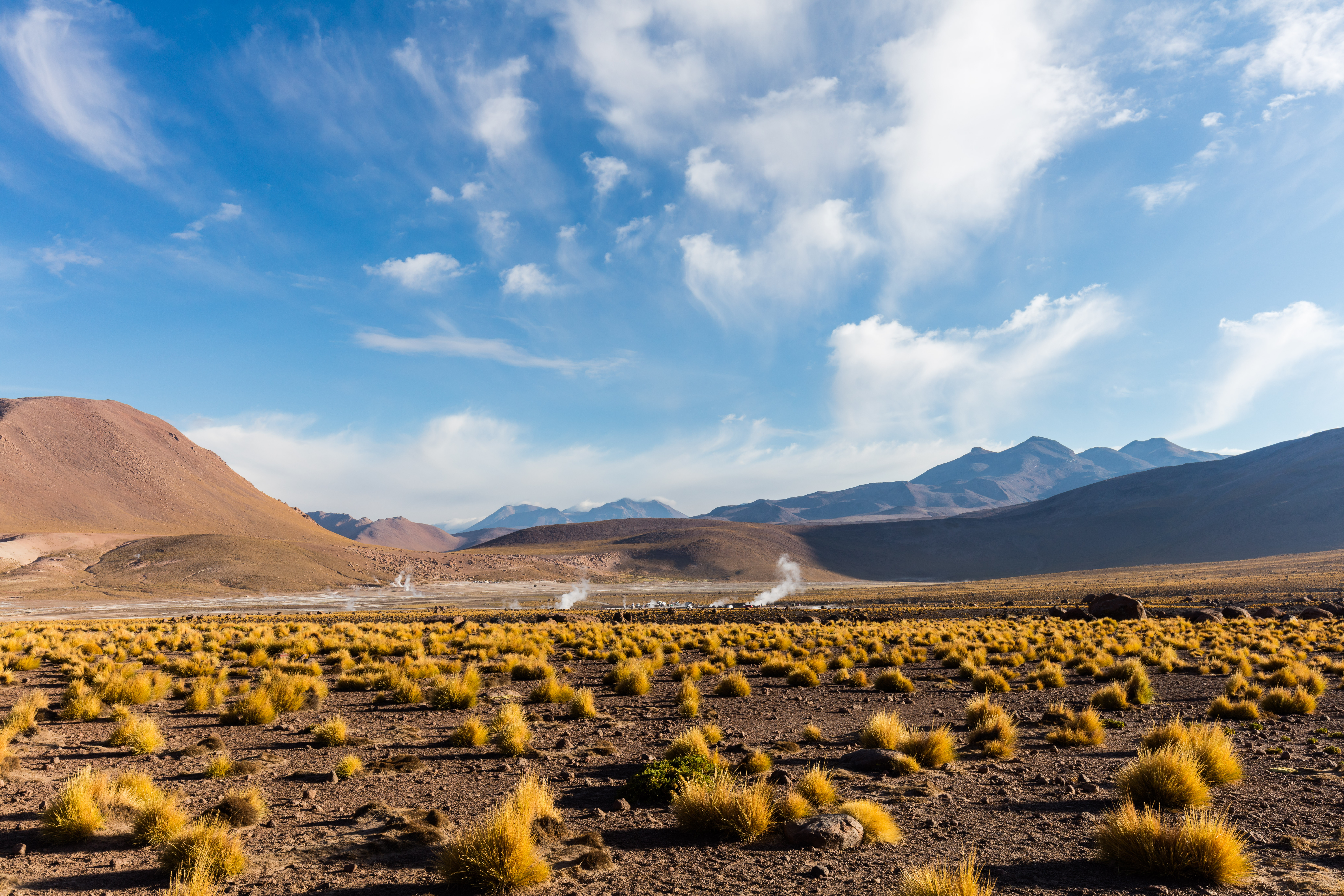
Geysirfeld (allgemeine Ansicht)

Der Vulkan El Tatio befindet sich in Chile in der Región de Antofagasta und ist Teil der Anden östlich der Atacama-Wüste. Der Krater liegt auf ca. 4280 m.

## Geothermalgebiet
Am Fuß des Vulkankraters befindet sich ein Geothermalgebiet mit Geysiren und heißen Quellen. Es gehört wie Sol de Mañana zur Vulkanregion Altiplano-Puna. Von 110 eruptierenden Quellen wurden mehr als 80 als echte Geysire identifiziert, davon sind über 30 andauernd aktiv. Es handelt sich um das größte Geysirfeld der Südhalbkugel und nach jenem im Yellowstone-Nationalpark und Dolina Geiserow in Russland ist es das drittgrößte der Welt. Hier befinden sich schätzungsweise 8 % der Geysire der Welt. Die Wassertemperatur liegt bei 86 °C, dem Siedepunkt von Wasser in dieser Höhe.

## Tourismus
Von San Pedro de Atacama aus existiert eine begehbare Aufstiegsmöglichkeit zum Vulkankrater.
Beim Geothermalgebiet werden Touristen vor möglichen Verbrühungen gewarnt und sollten die zur Sicherheit errichteten Mauern nicht überklettern. Es existiert ein Badebecken, in dem warmes und kaltes Wasser zusammenfließt. Bei frostigen Temperaturen von bis zu −20 °C ist die aufsteigende feuchtwarme Luft der Geysire am deutlichsten zu sehen. Wegen der am Morgen besonders niedrigen Lufttemperatur und der Sichtverhältnisse ist ein Besuch ab Beginn der Morgendämmerung besonders eindrucksvoll. Da ein Aufenthalt mit Fahrt mehrere Stunden dauert und auf über 4200 m Höhe führt, muss auf die Vorbeugung von Höhenkrankheit geachtet werden. 